# Topol pri Medvodah
Topol pri Medvodah – wieś w Słowenii, w gminie Medvode. W 2018 roku liczyła 188 mieszkańców.